# Heidi See
Heidi See (ur. 9 sierpnia 1989) – australijska lekkoatletka specjalizująca się w biegach średniodystansowych.
Siódma zawodniczka finału biegu na 1500 metrów podczas mistrzostw świata juniorów młodszych w Marrakeszu (2005). Dziesięć lat później na światowym czempionacie seniorów w Pekinie odpadła w eliminacjach biegu na tym samym dystansie. Uczestniczka mistrzostw świata w Londynie (2017).
Reprezentantka kraju na IAAF World Relays.
Złota medalistka mistrzostw Australii.

## Osiągnięcia
| Rok  | Impreza                               | Miejsce   | Konkurencja                       | Lokata     | Wynik    |
| ---- | ------------------------------------- | --------- | --------------------------------- | ---------- | -------- |
| 2005 | Mistrzostwa świata juniorów młodszych | Marrakesz | bieg na 1500 metrów               | 7. miejsce | 4:30,55  |
| 2015 | IAAF World Relays                     | Nassau    | sztafeta 1200+400+800+1600 metrów | 4. miejsce | 10:46,94 |
| 2015 | Mistrzostwa świata                    | Pekin     | bieg na 1500 metrów               | eliminacje | 4:20,65  |
| 2017 | IAAF World Relays                     | Nassau    | sztafeta 4 × 800 metrów           | 3. miejsce | 8:21,08  |
| 2017 | Mistrzostwa świata                    | Londyn    | bieg na 5000 metrów               | eliminacje | 15:38,86 |

## Rekordy życiowe
- bieg na 800 metrów (stadion) – 2:03,51 (2017)
- bieg na 800 metrów (hala) – 2:06,75 OT (2015)
- bieg na 1500 metrów (stadion) – 4:08,15 (2015)